# Canazei
Canazei – miejscowość i gmina we Włoszech, w regionie Trydent-Górna Adyga, w prowincji Trydent. Stacja narciarska u stóp masywu Sella. Liczne wyciągi narciarskie, rozbudowana baza hotelowa.
Według danych na rok 2004 gminę zamieszkiwało 1819 osób, 27,1 os./km².
W miejscowości działa klub hokeja na lodzie HC Fassa.